# Bělorusko na Zimních olympijských hrách 2018
Bělorusko na Zimních olympijských hrách 2018 reprezentovalo 33 sportovců (16 mužů a 17 žen) v 6 sportech.

## Medailisté
| Medaile | Jméno                                                                     | Sport                | Disciplína                |
| ------- | ------------------------------------------------------------------------- | -------------------- | ------------------------- |
| Zlato   | Hanna Husková                                                             | Akrobatické lyžování | Akrobatické skoky         |
| Zlato   | Naděžda Skardinová Iryna Krjuková Dzinara Alimbekavaová Darja Domračevová | Biatlon              | Štafeta žen               |
| Stříbro | Darja Domračevová                                                         | Biatlon              | Závod s hromadným startem |